# Mandy Marchak
 (août 2014).
Mandy Marchak est une joueuse canadienne de rugby à XV, née le 24 novembre 1984, de 1,73 m pour 78 kg, occupant le poste d'ailière ou d'arrière à Capilanos. 

## Palmarès
(au 30 août 2006)
- 2 sélections en Équipe du Canada de rugby à XV féminin
- participation à la Coupe du monde féminine de rugby à XV 2006.
- demi-finaliste et 4e place à la Coupe du monde féminine de rugby à XV 2006.